# Discografia di Steve Aoki
La discografia di Steve Aoki, DJ EDM statunitense, è costituita da sei album in studio, due di remix, due raccolte, quattro EP e oltre novanta singoli, pubblicati tra il 2010 e il 2023.

## Album

### Album in studio
| Anno                                                                          | Titolo | Classifiche | Classifiche | Classifiche | Classifiche | Classifiche | Classifiche | Classifiche | Classifiche | Classifiche |
| Anno                                                                          | Titolo | US          | US Dance    | US Dig.     | US Ind.     | AUT         | BEL (FL)    | BEL (WA)    | CAN         | SWI         |
| ----------------------------------------------------------------------------- | --- | ----------- | ----------- | ----------- | ----------- | ----------- | ----------- | ----------- | ----------- | ----------- |
| 2012                                                                          | Wonderland - Pubblicato: 10 gennaio 2012 - Etichetta: Dim Mak, Ultra Music - Formati: CD, download digitale          | 59          | 6           | 15          | 7           | —           | 199         | —           | —           | —           |
| 2014                                                                          | Neon Future I - Pubblicato: 30 settembre 2014 - Etichetta: Dim Mak, Ultra Music - Formati: CD, LP, download digitale | 32          | 1           | 13          | 4           | 64          | 68          | 96          | 18          | 71          |
| 2015                                                                          | Neon Future II - Pubblicato: 12 maggio 2015 - Etichetta: Dim Mak, Ultra Music - Formati: CD, download digitale       | 66          | 2           | 16          | 7           | —           | 93          | 132         | 25          | —           |
| 2017                                                                          | Kolony - Pubblicato: 21 luglio 2017 - Etichetta: Dim Mak, Ultra Music - Formati: CD, LP, download digitale           | 195         | 5           | —           | —           | —           | —           | —           | —           | —           |
| 2018                                                                          | Neon Future III - Pubblicato: 9 novembre 2018 - Etichetta: Dim Mak, Ultra Music - Formati: CD, download digitale     | 153         | 1           | —           | —           | —           | —           | —           | —           | —           |
| 2020                                                                          | Neon Future IV - Pubblicato: 3 aprile 2020 - Etichetta: Dim Mak, Ultra Music - Formati: download digitale            | —           | —           | —           | —           | —           | —           | —           | —           | —           |
| "—" indica una pubblicazione non classificata o non pubblicata in quel Paese. | |             |             |             |             |             |             |             |             |             |

### Album di remix
| Anno | Titolo |
| ---- | --- |
| 2012 | Wonderland Remixed - Released: 10 luglio 2012 - Etichetta: Dim Mak, Ultra Music - Formati: CD, download digitale        |
| 2019 | Neon Future III - Remixes - Pubblicato: 15 febbraio 2019 - Etichetta: Dim Mak, Ultra Music - Formati: download digitale |

### Raccolte
| Anno                                                                          | Titolo | Classifiche |
| Anno                                                                          | Titolo | US Dance    |
| ----------------------------------------------------------------------------- | --- | ----------- |
| 2007                                                                          | Pillowface and His Airplane Chronicles - Pubblicato: 16 ottobre 2007 - Label: Thrive - Formati: CD, download digitale   | 8           |
| 2015                                                                          | Neon Future Odyssey - Pubblicato: 2 ottobre 2015 - Label: Dim Mak, Ultra Music - Formati: 2 CD, 3 LP, download digitale | —           |
| "—" indica una pubblicazione non classificata o non pubblicata in quel Paese. | |             |

## Extended play
| Anno                                                                          | Titolo | Classifiche |
| Anno                                                                          | Titolo | US Dance    |
| ----------------------------------------------------------------------------- | --- | ----------- |
| 2012                                                                          | It's the End of the World as We Know It - Pubblicato: 11 dicembre 2012 - Etichetta: Dim Mak - Formati: download digitale | —           |
| 2016                                                                          | 4OKI - Pubblicato: 8 luglio 2016 - Etichetta: Dim Mak - Formati: download digitale                                       | 24          |
| 2017                                                                          | Kolony Remixes - Pubblicato: 15 dicembre 2017 - Etichetta: Dim Mak - Formati: download digitale                          | —           |
| 2018                                                                          | 5OKI - Pubblicato: 27 aprile 2018 - Etichetta: Dim Mak - Formati: download digitale                                      | —           |
| "—" indica una pubblicazione non classificata o non pubblicata in quel Paese. | |             |

## Singoli
| Anno                                                                          | Titolo                                                                                     | Classifiche | Classifiche | Classifiche | Classifiche | Classifiche | Classifiche | Classifiche | Classifiche | Classifiche | Classifiche | Certificazioni           | Album di provenienza                    |
| Anno                                                                          | Titolo                                                                                     | US          | US Dance    | AUS         | BEL (FL)    | BEL (WA)    | CAN         | FRA         | GER         | NLD         | UK          | Certificazioni           | Album di provenienza                    |
| ----------------------------------------------------------------------------- | ------------------------------------------------------------------------------------------ | ----------- | ----------- | ----------- | ----------- | ----------- | ----------- | ----------- | ----------- | ----------- | ----------- | ------------------------ | --------------------------------------- |
| 2010                                                                          | I'm in the House (con Zuper Blahq)                                                         | —           | —           | —           | 43          | —           | —           | —           | —           | 40          | 29          |                          | /                                       |
| 2011                                                                          | Brrrat! (con Armand Van Helden)                                                            | —           | —           | —           | —           | —           | —           | —           | —           | —           | —           |                          | /                                       |
| 2011                                                                          | Wake Up Call (con Sidney Samson)                                                           | —           | —           | —           | —           | —           | —           | —           | —           | —           | —           |                          | /                                       |
| 2011                                                                          | Turbulence (con Laidback Luke e Lil Jon)                                                   | —           | —           | 37          | —           | —           | —           | —           | —           | —           | 66          |                          | /                                       |
| 2011                                                                          | No Beef (con Afrojack e Miss Palmer)                                                       | —           | —           | —           | 55          | 71          | —           | 42          | —           | 23          | 25          |                          | /                                       |
| 2011                                                                          | Earthquakey People (con Rivers Cuomo)                                                      | —           | —           | —           | —           | —           | —           | —           | —           | —           | —           |                          | Wonderland                              |
| 2011                                                                          | Tornado (con Tiësto)                                                                       | —           | —           | —           | —           | —           | —           | —           | —           | —           | —           |                          | /                                       |
| 2012                                                                          | Ladi Dadi (con Wynter Gordon)                                                              | —           | —           | —           | 95          | —           | —           | —           | —           | —           | —           |                          | Wonderland                              |
| 2012                                                                          | Heartbreaker (con Lovefoxxx)                                                               | —           | —           | —           | —           | —           | —           | —           | —           | —           | —           |                          | Wonderland                              |
| 2012                                                                          | Cudi the Kid (con Kid Cudi e Travis Barker)                                                | —           | —           | —           | —           | —           | —           | —           | —           | —           | —           |                          | Wonderland                              |
| 2012                                                                          | Steve Jobs (con Angger Dimas)                                                              | —           | —           | —           | —           | —           | —           | —           | —           | —           | —           |                          | Wonderland                              |
| 2012                                                                          | Beat Down (con Angger Dimas e Iggy Azalea)                                                 | —           | —           | —           | 109         | —           | —           | —           | —           | 59          | 44          |                          | Wonderland Remixed                      |
| 2012                                                                          | Control Freak (con Blaqstarr e Kay)                                                        | —           | —           | —           | —           | —           | —           | —           | —           | —           | —           |                          | Wonderland                              |
| 2012                                                                          | The Kids Will Have Their Say (con Sick Boy, ex-membri dei The Exploited e Die Kreuzen)     | —           | —           | —           | —           | —           | —           | —           | —           | —           | —           |                          | Wonderland                              |
| 2012                                                                          | Phat Brahms (con Angger Dimas e Dimitri Vegas & Like Mike)                                 | —           | —           | —           | —           | —           | —           | —           | —           | —           | —           |                          | —                                       |
| 2012                                                                          | Emergency (con Lil Jon e Chiddy Bang)                                                      | —           | —           | —           | —           | —           | —           | —           | —           | —           | —           |                          | Wonderland                              |
| 2013                                                                          | Singularity (con Angger Dimas e My Name Is Kay)                                            | —           | —           | —           | —           | —           | —           | —           | —           | —           | —           |                          | It's the End of the World as We Know It |
| 2013                                                                          | Come with Me (Deadmeat) (con Polina)                                                       | —           | —           | —           | —           | —           | —           | —           | —           | —           | —           |                          | Wonderland                              |
| 2013                                                                          | Ooh (con Rob Boy)                                                                          | —           | —           | —           | —           | —           | —           | —           | —           | —           | —           |                          | Wonderland                              |
| 2013                                                                          | Omega (con Miss Palmer and Dan Sena)                                                       | —           | —           | —           | —           | —           | —           | —           | —           | —           | —           |                          | It's the End of the World as We Know It |
| 2013                                                                          | Boneless (con Chris Lake e Tujamo)                                                         | 125         | 17          | —           | 73          | 44          | —           | 96          | 49          | —           | —           | - AUS: Oro               | /                                       |
| 2013                                                                          | A Light That Never Comes (con i Linkin Park)                                               | 65          | 8           | 56          | —           | 72          | 63          | 81          | 8           | —           | 34          |                          | Recharged                               |
| 2013                                                                          | Bring You to Life (Transcend) (con Rune RK e RAS)                                          | —           | 44          | —           | —           | —           | —           | —           | —           | —           | —           |                          | /                                       |
| 2013                                                                          | Flight (con R3hab)                                                                         | —           | —           | —           | —           | —           | —           | —           | —           | —           | —           |                          | /                                       |
| 2014                                                                          | Can't Stop the Swag (con Coone)                                                            | —           | —           | —           | —           | —           | —           | —           | —           | —           | —           |                          | /                                       |
| 2014                                                                          | Feedback (con Autoerotique e Dimitri Vegas & Like Mike)                                    | —           | —           | —           | —           | —           | —           | —           | —           | —           | —           |                          | /                                       |
| 2014                                                                          | Freak (con Diplo, Deorro e Steve Bays)                                                     | —           | 33          | —           | 118         | —           | —           | —           | —           | —           | —           |                          | /                                       |
| 2014                                                                          | Rage the Night Away (con Waka Flocka Flame)                                                | —           | 20          | —           | —           | —           | —           | —           | —           | —           | —           |                          | Neon Future I                           |
| 2014                                                                          | Delirious (Boneless) (con Chris Lake, Tujamo e Kid Ink)                                    | 90          | 9           | —           | —           | —           | 81          | —           | —           | —           | —           | - CAN: Platino - US: Oro | Neon Future I                           |
| 2014                                                                          | Free the Madness (con Machine Gun Kelly)                                                   | —           | —           | —           | —           | —           | —           | —           | —           | —           | —           |                          | Neon Future I                           |
| 2014                                                                          | Get Me Outta Here (con Flux Pavilion)                                                      | —           | 28          | —           | —           | —           | —           | —           | —           | —           | —           |                          | Neon Future I                           |
| 2014                                                                          | Born to Get Wild (con will.i.am)                                                           | —           | —           | —           | 108         | —           | —           | —           | —           | —           | —           |                          | Neon Future I                           |
| 2015                                                                          | I Love It When You Cry (Moxoki) (con Moxie Raia)                                           | —           | 22          | —           | —           | —           | —           | —           | —           | —           | —           |                          | Neon Future II                          |
| 2015                                                                          | Back to Earth (con i Fall Out Boy)                                                         | —           | —           | —           | —           | —           | —           | —           | —           | —           | —           |                          | Neon Future I                           |
| 2015                                                                          | Darker Than Blood (con i Linkin Park)                                                      | —           | 36          | —           | —           | —           | —           | —           | —           | —           | —           |                          | Neon Future II                          |
| 2015                                                                          | Lightning Strikes (con le Nervo e Tony Junior)                                             | —           | —           | —           | —           | —           | —           | —           | —           | —           | —           |                          | Neon Future II                          |
| 2015                                                                          | Afroki (con Afrojack e Bonnie McKee)                                                       | —           | —           | —           | —           | —           | —           | —           | —           | —           | —           |                          | Neon Future I                           |
| 2015                                                                          | Neon Future (con Luke Steele)                                                              | —           | —           | —           | —           | —           | —           | —           | —           | —           | —           |                          | Neon Future I                           |
| 2015                                                                          | Home We'll Go (Take My Hand) (con Walk off the Earth)                                      | —           | —           | —           | —           | —           | —           | —           | —           | —           | —           |                          | Neon Future II                          |
| 2015                                                                          | The Power of Now (con Headhunterz)                                                         | —           | —           | —           | —           | —           | —           | —           | —           | —           | —           |                          | Neon Future Odyssey                     |
| 2016                                                                          | Heaven on Earth (con Sherry St. Germain)                                                   | —           | —           | —           | —           | —           | —           | —           | —           | —           | —           |                          | Neon Future II                          |
| 2016                                                                          | Hysteria (con Matthew Koma)                                                                | —           | —           | —           | —           | —           | —           | —           | —           | —           | —           |                          | Neon Future II                          |
| 2016                                                                          | Light Years (con Rivers Cuomo)                                                             | —           | —           | —           | —           | —           | —           | —           | —           | —           | —           |                          | Neon Future II                          |
| 2016                                                                          | Youth Dem (Turn Up) (con Snoop Lion)                                                       | —           | —           | —           | —           | —           | —           | —           | —           | —           | —           |                          | Neon Future II                          |
| 2016                                                                          | Can't Go Home (con Felix Jaehn e Adam Lambert)                                             | —           | 35          | —           | —           | —           | —           | —           | —           | —           | —           |                          | /                                       |
| 2016                                                                          | Melody (con Dimitri Vegas & Like Mike e Ummet Ozcan)                                       | —           | —           | —           | 12          | —           | —           | —           | —           | —           | —           |                          | /                                       |
| 2016                                                                          | Back 2 U (con Boehm e Walk the Moon)                                                       | —           | 23          | —           | —           | —           | —           | —           | —           | —           | —           |                          | /                                       |
| 2016                                                                          | How Else (con Rich the Kid e ILOVEMAKONNEN)                                                | —           | 47          | —           | —           | —           | —           | —           | —           | —           | —           |                          | /                                       |
| 2016                                                                          | What We Started (con Don Diablo e Lush & Simon feat. BullySongs)                           | —           | —           | —           | —           | —           | —           | —           | —           | —           | —           |                          | /                                       |
| 2016                                                                          | Supernova (Interstellar) (con Marnik e Lil Jon)                                            | —           | —           | —           | —           | —           | —           | —           | —           | —           | —           |                          | /                                       |
| 2016                                                                          | Just Hold On (con Louis Tomlinson)                                                         | 52          | 7           | —           | 26          | —           | —           | —           | —           | 27          | —           | - ITA: Platino           | /                                       |
| 2017                                                                          | Without U (con DVBBS feat. 2 Chainz)                                                       | —           | —           | —           | —           | —           | —           | —           | —           | —           | —           |                          | Kolony                                  |
| 2017                                                                          | Night Call (feat. Lil Yachty & Migos)                                                      | —           | —           | —           | —           | —           | —           | —           | —           | —           | —           |                          | Kolony                                  |
| 2017                                                                          | Lit (con Yellow Claw feat. Gucci Mane & T-Pain)                                            | —           | 34          | —           | —           | —           | —           | —           | —           | —           | —           |                          | Kolony                                  |
| 2017                                                                          | Darker Than the Light That Never Bleeds (con i Linkin Park)                                | —           | —           | —           | —           | —           | —           | —           | —           | —           | —           |                          | /                                       |
| 2017                                                                          | $4 Million (con Bad Royale feat. Ma$e & Big Gigantic)                                      | —           | —           | —           | —           | —           | —           | —           | —           | —           | —           |                          | Kolony                                  |
| 2017                                                                          | All Night (con Lauren Jauregui)                                                            | —           | 9           | —           | —           | —           | —           | —           | —           | —           | —           |                          | /                                       |
| 2018                                                                          | Azukita (con Daddy Yankee, Play-N-Skillz e Elvis Crespo)                                   | —           | 16          | —           | —           | —           | —           | —           | —           | —           | —           | - ITA: Platino           | /                                       |
| 2018                                                                          | Plur Genocide (con Carnage e Lockdown)                                                     | —           | —           | —           | —           | —           | —           | —           | —           | —           | —           |                          | /                                       |
| 2018                                                                          | Mayhem (con Quintino)                                                                      | —           | —           | —           | —           | —           | —           | —           | —           | —           | —           |                          | 5OKI                                    |
| 2018                                                                          | Pika Pika (con Loopers)                                                                    | —           | —           | —           | —           | —           | —           | —           | —           | —           | —           |                          | 5OKI                                    |
| 2018                                                                          | It's Time (con Laidback Luke feat. Bruce Buffer)                                           | —           | —           | —           | —           | —           | —           | —           | —           | —           | —           |                          | 5OKI                                    |
| 2018                                                                          | Anthem (con Hardwell feat. Kris Kiss)                                                      | —           | —           | —           | —           | —           | —           | —           | —           | —           | —           |                          | 5OKI                                    |
| 2018                                                                          | Moshi Moshi (con Vini Vici feat. Mama Aoki)                                                | —           | —           | —           | —           | —           | —           | —           | —           | —           | —           |                          | 5OKI                                    |
| 2018                                                                          | Pretender (feat. Lil Yachty & AJR)                                                         | —           | 24          | —           | —           | —           | —           | —           | —           | —           | —           |                          | Neon Future III                         |
| 2018                                                                          | Bella ciao (con i Marnik)                                                                  | —           | —           | —           | —           | —           | —           | —           | —           | —           | —           |                          | /                                       |
| 2018                                                                          | Shakalaka (con Deorro, MAKJ e Max Styler)                                                  | —           | —           | —           | —           | —           | —           | —           | —           | —           | —           |                          | /                                       |
| 2018                                                                          | Lie to Me (feat. Ina Wroldsen)                                                             | —           | —           | —           | —           | —           | —           | —           | —           | —           | —           |                          | Neon Future III                         |
| 2018                                                                          | Be Somebody (con Nicky Romero feat. Kiiara)                                                | —           | 30          | —           | —           | —           | —           | —           | —           | —           | —           |                          | Neon Future III                         |
| 2018                                                                          | Jaleo (con Nicky Jam)                                                                      | —           | 19          | —           | —           | —           | —           | —           | —           | —           | —           |                          | /                                       |
| 2018                                                                          | Hoovela (con TWIIG)                                                                        | —           | —           | —           | —           | —           | —           | —           | —           | —           | —           |                          | Neon Future III                         |
| 2018                                                                          | Waste It on Me (feat. BTS)                                                                 | 89          | 6           | —           | —           | —           | —           | —           | —           | —           | 57          |                          | Neon Future III                         |
| 2019                                                                          | Are You Lonely (con Alan Walker feat. ISAK)                                                | —           | 33          | —           | —           | —           | —           | —           | —           | —           | —           |                          | Neon Future IV                          |
| 2019                                                                          | Play It Cool (con i Monsta X)                                                              | —           | 20          | —           | —           | —           | —           | —           | —           | —           | —           |                          | Neon Future IV                          |
| 2019                                                                          | Do It Again                                                                                | —           | —           | —           | —           | —           | —           | —           | —           | —           | —           |                          | Neon Future IV                          |
| 2019                                                                          | Rave (con Showtek e Makj feat. Kris Kiss)                                                  | —           | —           | —           | —           | —           | —           | —           | —           | —           | —           |                          | Neon Future IV                          |
| 2019                                                                          | Crash into Me (con Darren Criss)                                                           | —           | 48          | —           | —           | —           | —           | —           | —           | —           | —           |                          | Neon Future IV                          |
| 2019                                                                          | Hava (con Timmy Trumpet feat. Dr Phunk)                                                    | —           | —           | —           | —           | —           | —           | —           | —           | —           | —           |                          | Neon Future IV                          |
| 2019                                                                          | Let It Be Me (feat. Backstreet Boys)                                                       | —           | 12          | —           | 86          | —           | —           | —           | —           | —           | —           |                          | Neon Future IV                          |
| 2019                                                                          | Send It (con Will Sparks)                                                                  | —           | —           | —           | —           | —           | —           | —           | —           | —           | —           |                          | /                                       |
| 2019                                                                          | I Wanna Rave (con i Bassjackers)                                                           | —           | —           | —           | —           | —           | —           | —           | —           | —           | —           |                          | The Biggest                             |
| 2019                                                                          | 2 in a Million (con Sting e i Shaed)                                                       | —           | 39          | —           | —           | —           | —           | —           | —           | —           | —           |                          | Neon Future IV                          |
| 2019                                                                          | Popcorn (con Ummet Ozcan e Dzeko)                                                          | —           | —           | —           | —           | —           | —           | —           | —           | —           | —           |                          | Neon Future IV                          |
| 2020                                                                          | Maldad (con Maluma)                                                                        | —           | —           | —           | —           | —           | —           | —           | —           | —           | —           |                          | Neon Future IV                          |
| 2020                                                                          | Halfway Dead (feat. Global Dan and Travis Barker)                                          | —           | 38          | —           | —           | —           | —           | —           | —           | —           | —           |                          | Neon Future IV                          |
| 2020                                                                          | Love You More (feat. Lay Zhang & will.i.am)                                                | —           | —           | —           | —           | —           | —           | —           | —           | —           | —           |                          | Neon Future IV                          |
| 2020                                                                          | One True Love (con Slushii)                                                                | —           | —           | —           | —           | —           | —           | —           | —           | —           | —           |                          | Neon Future IV                          |
| 2020                                                                          | Last of Me (feat. RUNN)                                                                    | —           | —           | —           | —           | —           | —           | —           | —           | —           | —           |                          | Arknights Soundtrack                    |
| 2020                                                                          | Lies (con Kream)                                                                           | —           | —           | —           | —           | —           | —           | —           | —           | —           | —           |                          | /                                       |
| 2021                                                                          | Mambo (Steve Aoki, Willy William e Sfera Ebbasta feat. Sean Paul, El Alfa e Play-N-Skillz) | —           | —           | —           | —           | —           | —           | —           | —           | —           | —           |                          | /                                       |
| 2023                                                                          | Muñecas (feat. Tini e La Joaqui)                                                           | —           | —           | —           | —           | —           | —           | —           | —           | —           | —           |                          | Cupido                                  |
| 2023                                                                          | 24 horas (con Papatinho, Anitta, MC Kevin o Chris e MC Caverinha)                          | —           | —           | —           | —           | —           | —           | —           | —           | —           | —           |                          | Baile do Papato                         |
| "—" indica una pubblicazione non classificata o non pubblicata in quel Paese. |                                                                                            |             |             |             |             |             |             |             |             |             |             |                          |                                         |

## Videografia

### Album video
| Anno | Titolo |
| ---- | --- |
| 2012 | Deadmeat: Live at Roseland Ballroom - Pubblicato: 9 ottobre 2012 - Etichetta: Dim Mak, Ultra Music - Formati: DVD |